# Trillium viridescens
Trillium viridescens är en nysrotsväxtart som beskrevs av Thomas Nuttall. Trillium viridescens ingår i släktet treblad, och familjen nysrotsväxter. Inga underarter finns listade.